# Prévôté de Sarrebourg
1661–1790
Entités suivantes :
- District de Sarrebourg

La prévôté de Sarrebourg est un ancien territoire dépendant de la généralité de Metz, ayant existé de 1661 à 1790.

## Histoire
Après avoir appartenu à la principauté épiscopale de Metz, la ville de Sarrebourg passa en 1464 sous la domination des ducs de Lorraine. Elle fut ensuite cédée à la France par le traité de Vincennes en 1661.
C'est alors que la prévôté royale de Sarrebourg fut créée par édit du mois de novembre 1661, elle était régie par la coutume de Lorraine. Ses appels ressortissaient au bailliage de Sarrelouis à partir de février 1685.
Les officiers de cette juridiction étaient : Un prévôt-juge royal-civil et criminel et chef de police ; un procureur du Roi, un greffier de la prévôté, un greffier de police et  un huissier-royal-commissaire de police. 

Par arrêt du 31 août 1751, le prévôt de l'époque fut jugé incompétent pour les cas-royaux dans les hautes-justices de l'arrondissement de cette prévôté.
En 1770, à l'exception de la ville de Sarrebourg, les dix autres communautés situées dans l'arrondissement de cette prévôté étaient des seigneuries, dont les appellations ressortissaient directement au bailliage de Sarrelouis. Elles étaient également toutes rattachées au diocèse de Metz.

## Composition
Communautés qui étaient dans cette prévôté en 1770 :
- Saarebourg
- Bebin
- Bille (mi-partie Lorraine)
- Eiche (grande et petite)
- Forge, dite Sarriscin (la cense de la)
- Héming
- Hoff[1]
- Homarting
- Imeling
- Niderweiller
- Reding

## Sources
- Jean-Joseph Expilly, Dictionnaire géographique, historique et politique des Gaules et de la France, tome sixième, 1770.
- Henri Lepage, Dictionnaire topographique du département de la Meurthe, 1862.